# Milanovo, Sofia
Milanovo (în bulgară Миланово) este un sat în comuna Svoghe, regiunea Sofia,  Bulgaria. 

## Demografie
Componența etnică a satului Milanovo
     Bulgari (94,95%)
     Turci (1,41%)
     Nicio identificare (3,62%)
     Altele (0%)
La recensământul din 2011, populația satului Milanovo era de 496 locuitori. Din punct de vedere etnic, majoritatea locuitorilor (94,95%) erau bulgari, cu o minoritate de turci (1,41%). Pentru 3,62% din locuitori nu este cunoscută apartenența etnică.